# Праксагор (историк)
Праксагор — древнеримский историк IV века.
О нём известно лишь то, что он родился в Афинах и по вероисповеданию был язычником. Предполагается, что он принадлежал к высшему классу афинского общества (поскольку такое имя носили представители афинской знати) и получил хорошее образование.
Автор трёх сочинений: истории аттических царей, Александра Великого (6 книг) и Константина Великого (2 книги; доведена была, вероятно, только до 324 года). Сочинения его были написаны ионическим диалектом и до наших времён не дошли; только его работа о Константине сохранилась в небольших отрывках, приведённых Фотием (кодекс 62 в библиотеке Фотия). Согласно Фотию, историю царей Аттики Праксагор написал в 19-летнем возрасте, историю Александра Македонского — в 31-летнем. В своей работе о Константине, поддерживавшем христианство, Праксагор, сам будучи язычником, не выказывает по отношению к императору никакого негатива. Фотий отмечал лёгкий и приятный для чтения стиль Праксагора.